# Первомайское (Туймазинский район)
Первомайское (баш. Беренсе Май) — село в Туймазинском районе Республики Башкортостан Российской Федерации. Входит в состав Кандринского сельсовета.

## История
До 10 сентября 2007 года называлось Селом совхоза "1 Мая".
До 2008 года село входило в состав Старокандринского сельсовета.

## География

### Географическое положение
Расстояние до:
- районного центра (Туймазы): 25 км,
- центра сельсовета (Кандры): 12 км,
- ближайшей ж/д станции (Кандры): 11 км.

## Население
| 2002 | 2009 | 2010 |
| ---- | ---- | ---- |
| 1069 | ↘987 | ↘983 |